# Amalfi (Kolumbia)
Amalfi – miasto w Kolumbii, w departamencie Antioquia. Według spisu ludności z 30 czerwca 2018 roku miasto liczyło 14 508 mieszkańców. 

## Urodzeni w Amalfi
- Daniel Muñoz, piłkarz[2]